# Deux-sèvres (IGP)
Cette indication géographique protégée viticole se trouve au sud de la Vallée de la Loire, dans le département des Deux-Sèvres.

## Histoire
Le département a été créé à la Révolution française, le 4 mars 1790 en application de la loi du 22 décembre 1789, à partir d'une partie de la province du Poitou, de quelques communes de l'Angoumois (Pioussay, Hanc et Bouin, issues du marquisat de Ruffec), de quelques communes de l'Anjou : Bouillé-Loretz (dépendante de la sénéchaussée de Saumur), Loublande, Saint-Maurice-la-Fougereuse et Saint-Pierre-des-Échaubrognes (anciennes paroisses des Mauges angevines) et de communes des marches d'Anjou : Saint-Pierre-à-Champ, Cersay et Bouillé-Saint-Paul.
Sous l'ancien régime, quelques paroisses relevaient à la fois des marches d'Anjou et du Poitou : Argenton-l'Église, Bagneux, Brion-près-Thouet, Genneton, Louzy, Massais, Saint-Léger-de-Montbrun, Saint-Martin-de-Mâcon, Saint-Martin-de-Sanzay, Saint-Cyr-la-Lande, Tourtenay. En 1810, les vignobles couvrent 18 000 hectares; après le phylloxéra, dans les années 1870, les vignes sont décimées et les viticulteurs s'expatrient

## Géographie

### Climat
Le climat de ce terroir viticole est un climat océanique. Les Deux-Sèvres, situées à environ 80 km de l'océan, permettent de profiter d'une influence océanique marquée en toutes saisons. Toutefois, la présence de collines dans le département (la Gâtine) y rend les hivers légèrement plus froids. La Gâtine, comme tout relief, a également une influence sur le régime de précipitations. Elles sont plus importantes à l'ouest du massif, et moins importantes à l'est. D'une manière générale, les hivers sont doux et pluvieux de par la proximité du département avec l'océan, et les étés sont plutôt secs, avec des précipitations tombant plutôt sous des orages, et plus chauds dans le sud du département (Niort) que dans le nord-ouest (Gâtine).
Voici les données mensuelles pour quelques paramètres pour la station de Niort.
| Mois                                  | jan.       | fév.       | mars       | avril     | mai       | juin      | jui.      | août      | sep.      | oct.      | nov.      | déc.       | année |
| ------------------------------------- | ---------- | ---------- | ---------- | --------- | --------- | --------- | --------- | --------- | --------- | --------- | --------- | ---------- | ----- |
| Température minimale moyenne (°C)     | 2,4        | 2,3        | 4          | 5,7       | 9,4       | 12,4      | 14,3      | 14        | 11,6      | 9,3       | 5,1       | 2,9        | 7,8   |
| Température moyenne (°C)              | 5,5        | 6,2        | 8,7        | 10,9      | 14,7      | 18,1      | 20,2      | 20,1      | 17,3      | 13,7      | 8,7       | 5,9        | 12,5  |
| Température maximale moyenne (°C)     | 8,5        | 10         | 13,4       | 16        | 20        | 23,7      | 26,1      | 26,1      | 22,9      | 18        | 12,2      | 8,9        | 17,2  |
| Record de froid (°C) date du record   | −15,1 1987 | −11,2 1986 | −10,7 2005 | −4,8 2008 | 0,2 2010  | 3,4 1989  | 6,6 1993  | 5,8 1988  | 3 2007    | −3,3 1997 | −7 1993   | −10,5 1996 | −15,1 |
| Record de chaleur (°C) date du record | 16,7 1999  | 22,1 1998  | 25,5 2005  | 29,8 2005 | 32,3 2005 | 37,8 2003 | 38,1 1990 | 40,1 2003 | 34,7 2005 | 30 2011   | 21,1 1994 | 22 1996    | 40,1  |
| Ensoleillement (h)                    | 78         | 106        | 158        | 180       | 215       | 243       | 251       | 247       | 203       | 133       | 90        | 75         | 1 980 |
| Précipitations (mm)                   | 84         | 66         | 64         | 71        | 70        | 59        | 56        | 50        | 61        | 97        | 93        | 96         | 867,2 |

| Diagramme climatique                                  |         |         |         |         |            |            |          |            |         |           |          |
| J                                                     | F       | M       | A       | M       | J          | J          | A        | S          | O       | N         | D        |
| 8,52,484                                              | 102,366 | 13,4464 | 165,771 | 209,470 | 23,712,459 | 26,114,356 | 26,11450 | 22,911,661 | 189,397 | 12,25,193 | 8,92,996 |
| Moyennes : • Temp. maxi et mini °C • Précipitation mm |         |         |         |         |            |            |          |            |         |           |          |

## Vignoble

### Encépagement

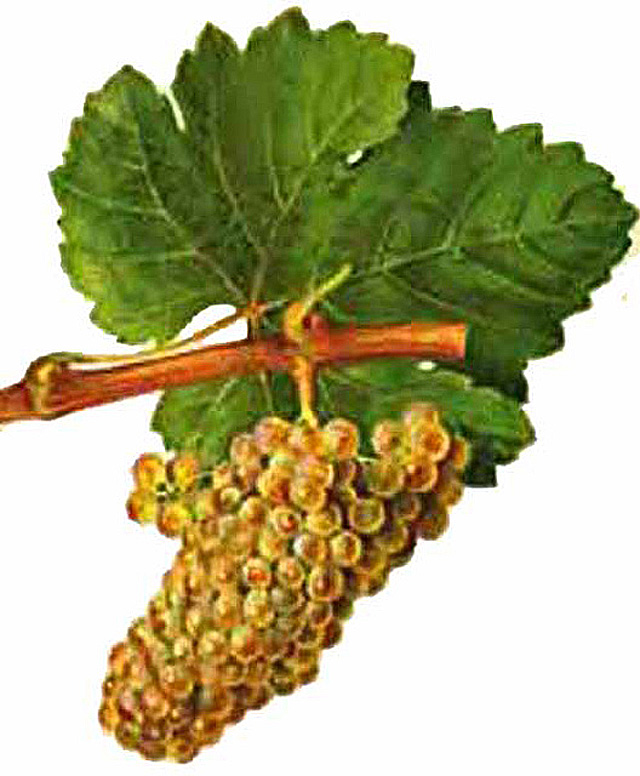
Chenin blanc de l'ampélographie de Viala et Vermorel

Les cépages pour vins rouges et rosés sont les gamay, grolleau ou groslot, cabernet franc, cabernet sauvignon, pinot noir,pineau d’aunis et merlot. 
Pour les blancs, il s’agit des cépages sauvignon, chardonnay, chenin et les cépages secondaires grolleau gris, pinot gris, melon de bourgogne,folle blanche et arbois. 

### Vinification
La répartition est de 67 % de blancs, 1 % de rosés et 32 % de rouges.
« De par la situation septentrionale du vignoble et son climat tempéré, les vins, qui sont vinifiés en rouges, rosés et blancs, sont caractérisés par la fraîcheur, la vivacité et la finesse. De façon plus spécifique, les rouges, qui sont parfois corsés, présentent une structure légère et une grande souplesse. Les rosés sont légers et rafraîchissants, tandis que les blancs, majoritairement vinifiés en sec, exhalent des arômes fruités et floraux. ».

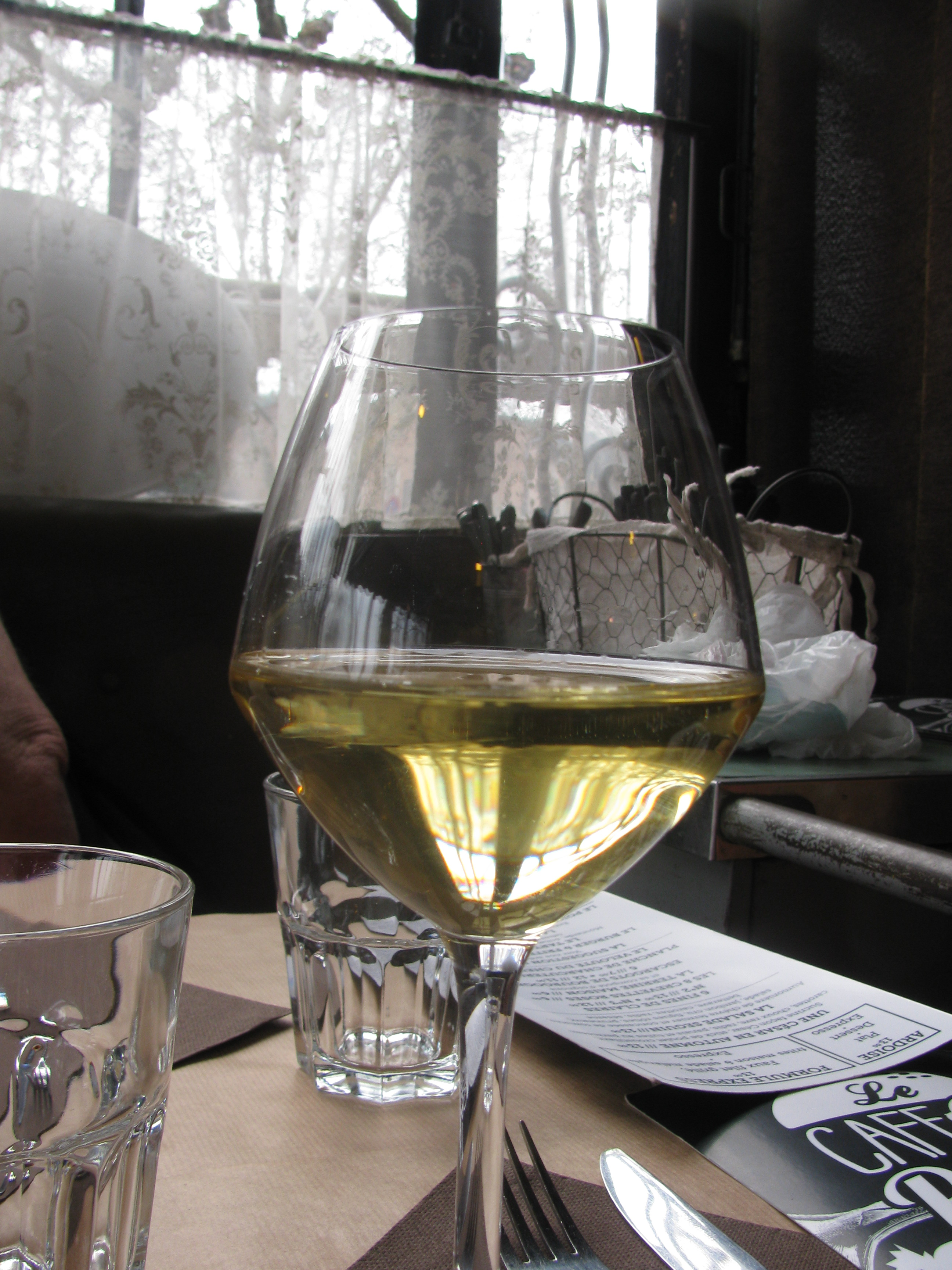
IGP Deux-sèvres blanc

### Terroirs et vins
De nos jours, 15 domaines élaborent ce vin, pour une production annuelle de 679 hectolitres. Ils sont principalement implantées près des villes de Bouillé-Loretz, Bouillé-Saint-Paul. et Saint-Martin-de-Sanzay. La catégorie Viticulture représente 1 % des entreprises du secteur d'activité Agriculture dans ce département. 